# Star (musicalgroep)
Star of STAR was een Nederlandse musicalgroep voor jonge talenten van Jos Brink en Frank Sanders. Star zou in 1998 uitmonden in de Frank Sanders Akademie voor Musicaltheater te Amsterdam en in 2007 zijn tweede school openen in Nijmegen.
De vaste repetitieruimte vond haar basis in De Duif te Amsterdam. Onder regie van Frank Sanders werden onder meer de volgende voorstellingen gemaakt: Een ster is gestart, Starlight Bar, Starring Peter, Nu of nooit, Perongeluk (per)ongeluk, Broadway Business en Frankenstein. 

## Artiesten
Enkele artiesten die van deze groep deel hebben uitgemaakt, zijn:
- Arijan van Bavel
- Yvonne Smits
- Hilke Bierman
- Ine de Boer
- Nicole de Boer
- Tina Bruin
- Francine Casteleijn
- Koen van Dijk
- Bas Groenenberg
- Ara Halici
- Anita Hofstee
- Raymond Kurvers
- Stan Limburg
- Rutger Molenkamp
- Steven Moonen
- Danny Rook
- Josta Rutten
- Arnan Samson
- Frits Sissing
- Annemiek van der Veer
- Jos Zwart
- Petra-wendy Wink